# David Hampshire
David Alan Hampshire (* 29. Dezember 1917 in Mickleover, England; † 25. August 1990 in Newton Soleney) war ein britischer Automobilrennfahrer.

## Karriere
In der ersten offiziellen Formel-1-Saison im Jahr 1950 bestritt er zwei zur Weltmeisterschaft zählende Rennen für die Scuderia Ambrosiana, die einen Maserati einsetzte, wobei er jedoch keine Meisterschaftspunkte erzielen konnte. Seine einzige Zielankunft war der neunte Platz beim ersten Formel-1-Rennen überhaupt in Silverstone.
Hampshire fuhr ebenfalls einige nicht zur Weltmeisterschaft zählende Rennen, wobei er 1950 den Nottingham Grand Prix gewann.

## Statistik

### Statistik in der Automobil-Weltmeisterschaft

#### Gesamtübersicht
| Saison | Team                | Chassis       | Motor            | Rennen | Siege | Zweiter | Dritter | Poles | schn. Rennrunden | Punkte | WM-Pos. |
| ------ | ------------------- | ------------- | ---------------- | ------ | ----- | ------- | ------- | ----- | ---------------- | ------ | ------- |
| 1950   | Scuderia Ambrosiana | Maserati 4CLT | Maserati 1.5 L4s | 2      | −     | −       | −       | −     | −                | −      | NC      |
| Gesamt | Gesamt              | Gesamt        | Gesamt           | 2      | −     | −       | −       | −     | −                | −      |         |

#### Einzelergebnisse
| Saison | 1 | 2 | 3 | 4 | 5   | 6 | 7 |
| ------ | - | - | - | - | --- | - | - |
| 1950   |   |   |   |   |     |   |   |
| 9      |   |   |   |   | DNF |   |   |

| Legende  | Legende            | Legende                                                          |
| Farbe    | Abkürzung          | Bedeutung                                                        |
| -------- | ------------------ | ---------------------------------------------------------------- |
| Gold     | –                  | Sieg                                                             |
| Silber   | –                  | 2. Platz                                                         |
| Bronze   | –                  | 3. Platz                                                         |
| Grün     | –                  | Platzierung in den Punkten                                       |
| Blau     | –                  | Klassifiziert außerhalb der Punkteränge                          |
| Violett  | DNF                | Rennen nicht beendet (did not finish)                            |
| Violett  | NC                 | nicht klassifiziert (not classified)                             |
| Rot      | DNQ                | nicht qualifiziert (did not qualify)                             |
| Rot      | DNPQ               | in Vorqualifikation gescheitert (did not pre-qualify)            |
| Schwarz  | DSQ                | disqualifiziert (disqualified)                                   |
| Weiß     | DNS                | nicht am Start (did not start)                                   |
| Weiß     | WD                 | zurückgezogen (withdrawn)                                        |
| Hellblau | PO                 | nur am Training teilgenommen (practiced only)                    |
| Hellblau | TD                 | Freitags-Testfahrer (test driver)                                |
| ohne     | DNP                | nicht am Training teilgenommen (did not practice)                |
| ohne     | INJ                | verletzt oder krank (injured)                                    |
| ohne     | EX                 | ausgeschlossen (excluded)                                        |
| ohne     | DNA                | nicht erschienen (did not arrive)                                |
| ohne     | C                  | Rennen abgesagt (cancelled)                                      |
| ohne     | keine WM-Teilnahme |                                                                  |
| sonstige | P/fett             | Pole-Position                                                    |
| sonstige | 1/2/3/4/5/6/7/8    | Punktplatzierung im Sprint-/Qualifikationsrennen                 |
| sonstige | SR/kursiv          | Schnellste Rennrunde                                             |
| sonstige | *                  | nicht im Ziel, aufgrund der zurückgelegten Distanz aber gewertet |
| sonstige | ()                 | Streichresultate                                                 |
| sonstige | unterstrichen      | Führender in der Gesamtwertung                                   |

### Le-Mans-Ergebnisse
| Jahr | Team              | Fahrzeug         | Teamkollege      | Platzierung | Ausfallgrund |
| ---- | ----------------- | ---------------- | ---------------- | ----------- | ------------ |
| 1951 | Aston Martin Ltd. | Aston Martin DB2 | Reginald Parnell | Rang 7      |              |